# Porvenir (Urugwaj)
Porvenir – miasto w Urugwaju, w departamencie Paysandú.